# きみは大きな存在
「きみは大きな存在」（原題： You're a Big Girl Now）は、ボブ・ディランの15枚目のアルバム『血の轍』（1975年）に収録された楽曲。

## 概要
1974年9月、ニューヨークのA&Rレコーディングスタジオでフィル・ラモーンのエンジニアリングにより一旦録音されるが、ディランはアルバムの発売を延期させ、同年12月にミネアポリスで再録音にとりかかった。何曲かはニューヨーク・セッションのものがそのままアルバムに使われたが、ミネアポリスのテイクが採用されたものもあった。本作品は後者であり、12月27日にレコーディングされた。
タイトルは「君はもう少女じゃない」「君は立派に成長した」という意味。ブラックミュージックのグループ、スタイリスティックスが1971年に発表したデビュー・シングル「You're a Big Girl Now」（R&Bチャート7位）が念頭にあったのではないかと言われている。
1976年9月発売のライブ・アルバム『激しい雨』にライブ・バージョンが収録されている（録音は同年5月16日、5月23日）。
オリジナル・ニューヨーク・バージョンは1985年発売のコンピレーション・アルバム『バイオグラフ』で聴くことができる。